# Rudolf Brinckmeier

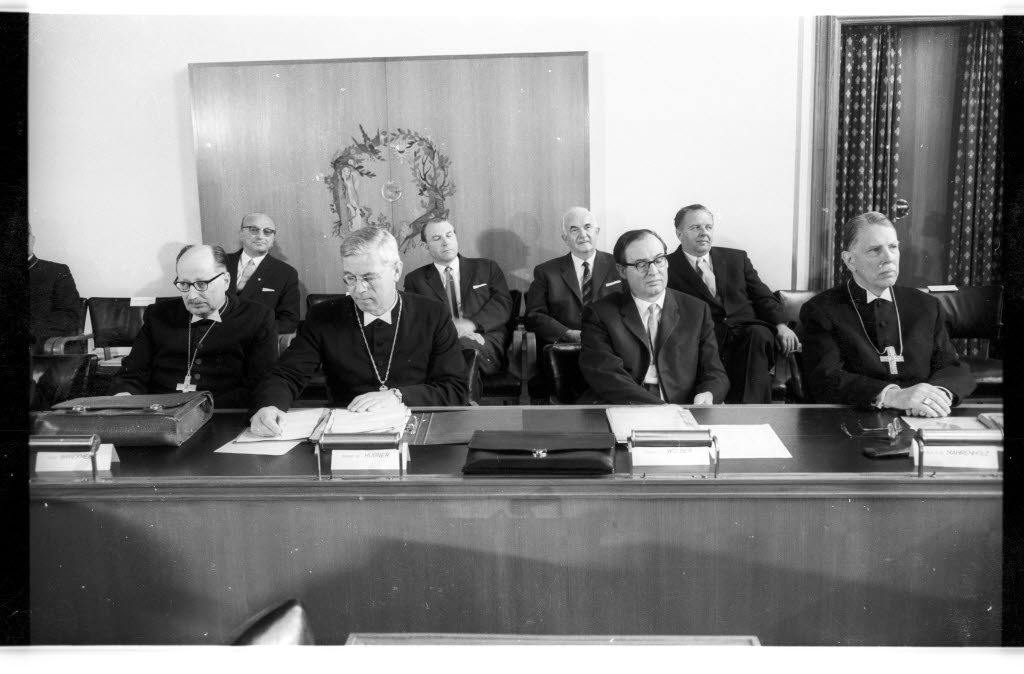
Eröffnung der ersten Arbeitssitzung der Generalsynode der Vereinigten Evangelisch-Lutherischen Kirche Deutschlands (VELKD) im Mai 1965 in Kiel. Im Bild am Tisch Oberlandeskirchenrat von Braunschweig Rudolf Brinckmeier (1. v. l.), Landesbischof von Holstein Friedrich Hübner (2. v. l.), Bischof von Hamburg Hans-Otto Wölber (3. v. l.) und der Abt des Klosters Amelungsborn Pfarrer Christhard Mahrenholz (4. v. l.).

Rudolf Daniel Paul Richard Brinckmeier (* 1. Oktober 1906 in Holzminden; † 1. Oktober 1986 in Braunschweig) war ein deutscher evangelisch-lutherischer Pfarrer und Oberlandeskirchenrat. Er war von 1952 bis 1963 Direktor des Braunschweiger Predigerseminars.

## Leben
Rudolf Brinckmeier wurde 1906 in Holzminden im Herzogtum Braunschweig geboren und entstammte einer dortigen Juristenfamilie. Er studierte evangelische Theologie in Tübingen, Münster und Göttingen. Er wirkte anschließend von 1932 bis 1937 als Pfarrer in Vorwohle im Landkreis Holzminden. Brinckmeier trat zum 1. Mai 1933 der NSDAP bei (Mitgliedsnummer 2.375.724). Er trat 1933 dem Braunschweiger Pfarrernotbund bei, zu dessen „herausragenden theologischen Köpfen dieses innerkirchlichen Widerstandes“ er gemeinsam mit seinen Amtskollegen Ottmar Palmer, Karl von Schwartz und Heinrich Lachmund gehörte. Trotz seiner NSDAP-Mitgliedschaft gehörte er nachfolgend der Bekennenden Kirche an. Er war von 1937 bis 1941 zweiter Vereinsgeistlicher in der Geschäftsstelle der „Reichsfrauenhilfe“ in Potsdam. Daneben war er Redakteur der Zeitschrift Der Bote für die christliche Frauenwelt. Brinckmeier war ab 1941 Gefreiter im Zweiten Weltkrieg und nach der Entlassung Pfarrer der Garnisonkirche Potsdam im Nebenamt. Von 1942 bis 1946 war er als Pfarrer der Berliner Frauenhilfe tätig. Nach Kriegsende hatte er von 1946 bis 1952 eine Pfarrstelle in Othfresen im Landkreis Goslar inne.
Brinckmeier ging 1952 nach Braunschweig, wo er Direktor des neu eingerichteten Predigerseminars wurde. Das Seminargebäude wurde auf dem Gelände der Kriegsruine der Brüdernkirche errichtet und am 2. Juni 1952 durch den Landesbischof der evangelisch-lutherischen Landeskirche, Martin Erdmann, eingeweiht. Für nahezu alle neuen Pfarrer war der einjährige Besuch des Predigerseminars zukünftig Pflicht. Brinckmeier prägte die erste jüngere Nachkriegsgeneration in der Landeskirche mit einer „zu Karl Barth hin geöffneten, liturgisch vertieften Theologie“. Brinckmeier wurde 1962 zum Oberlandeskirchenrat gewählt und damit zum Mitglied des Landeskirchenamtes, der obersten Dienstbehörde der evangelisch-lutherischen Landeskirche, wo er das Gemeindereferat leitete. Sein Nachfolger als Seminardirektor wurde 1963 Heinz Kammerer. Brinckmeier war Gründer der Agendenkommission, die mehrere Vorschläge zur Erneuerung des evangelischen Gottesdienstes vorlegte. Von 1969 bis 1973 war er Personalreferent und Stellvertreter des Landesbischofs Gerhard Heintze.
Rudolf Brinckmeier trat 1973 in den Ruhestand. Er starb im Oktober 1986 im Alter von 80 Jahren in Braunschweig.

## Schriften (Auswahl)
- Kind und Kirche. Potsdam 1937.